# Chio's School Road
Chio’s School Road (ちおちゃんの通学路, Chio-chan no tsūgakuro) est un manga écrit et dessiné par Tadataka Kawasaki. Il est prépublié entre mai 2014 et septembre 2018 dans le Monthly Comic Flapper de l'éditeur Media Factory. Une adaptation en série télévisée d'animation, réalisée par le studio Diomedéa, est diffusée entre le 6 juillet 2018 et le 21 septembre 2018 au Japon.

## Personnages
Chio Miyamo (三谷裳 ちお, Miyamo Chio)
Voix japonaise : Naomi Ōzora
Chio est une jeune lycéenne passionnée de jeux vidéo, notamment de first-person shooter, ce qui lui vaut de souvent passer des nuits blanches sur son ordinateur avant de devoir aller à l'école. Malgré son excentricité et sa personnalité haut en couleur, Chio fait le nécessaire pour ne pas se faire remarquer et vivre une vie de lycéenne normale. Une fois sur son ordinateur, elle laisse champs libre à son alter ego « Bloody butterfly ».
Manana Nonomura (野々村 真奈菜, Nonomura Manana)
Voix japonaise : Chiaki Omigawa
Manana est la meilleure amie de Chio depuis l'école primaire.
Yuki Hosokawa (細川 雪, Hosokawa Yuki)
Voix japonaise : Kaede Hondo
Yuki est une camarade de classe de Chio et de Yuki. Elle est sportive, joviale, sociable, polie et donc très populaire.
Momo Shinozuka (篠塚 桃, Shinozuka Momo)
Voix japonaise : Minori Suzuki
Momo est une élève de 2e année du lycée de Chio. Elle fait partie du comité de la morale publique pour se rapprocher de Gotō qu'elle aime secrètement.
Madoka Kushitori (久志取 まどか, Kushitori Madoka)
Voix japonaise : Yō Taichi
Madoka est une lycéenne de 3e année. Elle est la présidente du club de kabaddi du lycée et est passionnée par ce sport.
Mayuta Andō (安藤 繭太, Andō Mayuta)
Voix japonaise : Rikiya Koyama
Mayuta est un biker et chef de gang local. À la suite d'une altercation avec « Bloody butterfly », laquelle le vainquît et le réprimanda, il décide de stopper ses activités de voyou afin de se tourner vers un mode de vie plus moral.
Chiharu Andō (安藤 ちはる, Andō Chiharu)
Voix japonaise : Saya Aizawa
Chiharu est la petite sœur de Mayuta. Elle aime jouer au kanchō.
Gotō (後藤)
Voix japonaise : Hiroki Takahashi
Gotō est un professeur du lycée, posté chaque jour à l'entrée du lycée.

## Manga
Le manga débute au mois de mai 2014 dans le magazine Monthly Comic Flapper publié par Media Factory. Le chapitre final est paru le 5 septembre 2018, et l'ultime volume est publié le 21 septembre 2018 au Japon. Le manga est inédit en France.

### Liste des volumes
| no | Japonais          | Japonais      |
| no | Date de sortie    | ISBN          |
| -- | ----------------- | ------------- |
| 1  | 23 septembre 2014 | 9784040668574 |
| 2  | 23 mars 2015      | 9784040672977 |
| 3  | 19 septembre 2015 | 9784040678115 |
| 4  | 23 mars 2016      | 9784040682273 |
| 5  | 23 septembre 2016 | 9784040685380 |
| 6  | 23 mars 2017      | 9784040691152 |
| 7  | 23 septembre 2017 | 9784040694153 |
| 8  | 23 mars 2018      | 9784040697734 |
| 9  | 21 septembre 2018 | 9784040651071 |

## Anime
Une adaptation en série d'animation est annoncée au mois de juin 2017. Initialement prévue pour avril 2018, la série débute finalement sa diffusion dans la soirée du 6 juillet 2019 sur la chaîne Tokyo MX. L'adaptation est assurée par le studio Diomedéa. La série est réalisée et scénarisée par Takayuki Inagaki, tandis que le character design est confié à Mayuko Matsumoto. Les génériques de début et de fin sont interprétées par les seiyūs prétant leurs voix aux personnages principaux.

### Liste des épisodes
| No | Titre français                                                            | Titre japonais                                                                   | Titre japonais                                                              | Date de 1re diffusion |
| No | Titre français                                                            | Kanji                                                                            | Rōmaji                                                                      | Date de 1re diffusion |
| -- | ------------------------------------------------------------------------- | -------------------------------------------------------------------------------- | --------------------------------------------------------------------------- | --------------------- |
| 1  | Si loin, si proche / Chio et Yuki                                         | そこに学校があるから / ちおちゃんと細川さん                                      | Soko ni gakkō ga aru kara / Chio-chan to Hosokawa-san                       | 6 juillet 2018        |
| 2  | L'Effet papillon / Manana, le thon et moi / La Cinquième roue du carrosse | ブラッディ・バタフライ・エフェクト / 真奈菜と大トロと私 / バンプ・オブ・スレイブ | Buraddi Batafurai Efekuto / Manana to Ōtoro to Watashi / Banpu obu Sureibu  | 13 juillet 2018       |
| 3  | L'Effet papillon 2 / Les Joies du kabaddi                                 | ブラッディ・バタフライ・エフェクト(2) / カバディック・フョー                     | Buraddi Batafurai Efekuto 2 / Kabadikku Fō                                  | 20 juillet 2018       |
| 4  | Smoking Chio / Le Boulot d'Andō / Manana's School Road                    | スモーク・オン・ザ・セーラー / 桜の花を手にとって / まななちゃんの通学路         | Sumōku on za Sērā / Sakura no hana o te ni totte / Manana-chan no Tsūgakuro | 27 juillet 2018       |
| 5  | Merci, George / Mananachio                                                | サンキュー、ジョージ / まななっちお                                              | Sankyū, Jōji / Mananacchio                                                  | 3 août 2018           |
| 6  | Trouver sa voie / L'Esquive de Chio                                       | それぞれの道 / エルードちおちゃん                                                | Sorezore no Michi / Erūdo Chio-chan                                         | 10 août 2018          |
| 7  | Chio à la supérette / Le Duel de Chio / Les Vestiges du jour              | コンビニちおちゃん / ちおちゃんと決闘 / あの日の面影                             | Konbini Chio-chan / "Chio-chan to kettō / Ano hi no omokage                 | 17 août 2018          |
| 8  | Yuki s'en fiche / Chio Fisher / L'Histoire de Momo                        | 雪ちゃんは気にしない / チオ・フィッシャー / 桃ちゃんのおはなし                   | Yuki-chan wa ki ni shinai / Chio Fisshā / Momo-chan no ohanashi             | 24 août 2018          |
| 9  | Chio change de look / Andō fait ce qu'il peut                             | イメチェンちおちゃん / フラットカット                                            | Imechen Chio-chan / Furatto Katto                                           | 31 août 2018          |
| 10 | Momo et la teneur en sucre / Mille printemps                              | 篠塚さんと糖分と記者会見 / サウザンドスプリング / 安藤とジョージ                 | Shinozuka-san to tōbun to kisha kaiken / Sauzando Supuringu / Andō to Jōji  | 7 septembre 2018      |
| 11 | Chio en pleine nuit / Apocrine                                            | 真夜中のちおちゃん / アポクリ！                                                  | Mayonaka no Chio-chan / Apokuri!                                            | 14 septembre 2018     |
| 12 | La Méthode ultime / Yuki se dévoile                                       | たったひとつの冴えたやりかた / 雪ちゃんはまとわない                              | Tatta hitotsu nosaeta yarikata / Yuki-chan wa matowanai                     | 21 septembre 2018     |